# Fettehenne
Fettehenne war einer der mittelalterlichen Barmer Ursprungshöfe auf dem Gebiet der heutigen bergischen Großstadt Wuppertal.

## Lage und Beschreibung
Der Hof befand sich im Mündungsbereich des Schwarzbachs im heutigen Wohnquartier Oberbarmen-Schwarzbach. Im Gegensatz zu der Mehrzahl der mittelalterlichen Barmer Ursprungshöfe hat sich Fettehenne nicht unter dem ursprünglichen Namen als heutige Ortslage erhalten. Die alte Hofstelle ist heute Teil der dichten innerstädtischen Gewerbe- und Wohnbebauung im Bereich des Oberbarmer Bahnhofs.

## Geschichte
Die früheste mit Datum gesicherte Erwähnung Fettehennes als Vette Henne stammt aus der Beyenburger Amtsrechnung (Abrechnung des Rentmeisters an die Bergisch-herzogliche Kameralverwaltung) des Jahres 1466. Aus dieser geht hervor, dass der Wohnplatz Fettehenne zu dieser Zeit ein Kotten war.
Territorial lag das Gebiet um Fettehenne von 1324 bis 1420 im märkischen Kirchspiel und Gogerichtsbezirk Schwelm und ging danach an das bergische Amt Beyenburg über, wo es Teil der Barmer Bauerschaft wurde. 1641 wird die Größe des Hofs mit 35 Morgen angegeben.